# غوردي غيليسبي
غوردي غيليسبي (بالإنجليزية: Gordie Gillespie)‏ هو مدرب كرة سلة أمريكي، ولد في 14 مارس 1926، وتوفي في 28 فبراير 2015 في جوليت في الولايات المتحدة.